# Bacalan
Bacalan est un quartier du nord de Bordeaux, situé au bord de la Garonne, à l’extrême pointe du bourrelet alluvial qui borde la courbe de la Garonne et forme la corne du port de la Lune. Officiellement, le quartier fait partie de la subdivision Bordeaux Maritime. Le quartier accueille le port de plaisance de Bordeaux au sein des bassins à flot (construits avec du granite rose de l'Aber-Ildut) et de l'ancienne zone portuaire de Bordeaux.
Il se délimite par le pont d'Aquitaine au nord, les bassins à flot au sud et à la fin des boulevards à l'ouest. Bacalan a une superficie de 5,7 km² et a une densité de 1 339,9 habitants par km². Il représente 3,6 % de la population de Bordeaux.
Cette partie de Bordeaux était constituée de terres marécageuses importantes, ce qui limitait le nombre d’habitants. Les terres étant peu cultivables et les cultures mauvaises, l’assèchement des marais sera entrepris en 1599. Le projet fut confié à un Hollandais, Conrad Gaussen, qui appliqua les mêmes méthodes que dans son pays, un procédé de dérivation et d’endiguement. Bacalan se développe particulièrement à partir du XVIIIe siècle, le développement du quartier étant lié à celui du port de Bordeaux. Les zones d’activités ont pris peu à peu le pas sur les marais, enserrant le quartier habité de Bacalan.
Dans la première moitié du XIXe siècle, Bacalan a pris une certaine extension avec la délocalisation de quelques chantiers navals en sa faveur, à la suite de la construction du pont de pierre qui faisait obstacle sur le fleuve.
Depuis les nombreux chantiers engagés dans les années 2000 tels que la reconquête du cœur du quartier, le réaménagement des bassins à flot, la reconversion de la base sous-marine, la création du parc Bacalan, le tramway (ligne B), un nouveau pont reliant les quartiers de Bacalan et de La Bastide et l’agencement autour d’un parcours tonic vont permettre à Bacalan de s’ouvrir sur le centre-ville, le fleuve et la rive droite.
Là aussi, l'arrivée du tramway et la restructuration du quartier et des anciens hangars concourent à le modifier en profondeur notamment par l'arrivée de la Cité du Vin. De plus, le Grand port maritime de Bordeaux contribue au dynamisme économique du quartier à travers l'implantation de 70 000 m² dédiés aux commerces, au tertiaire et au nautisme. Enfin, le port de plaisance de Bordeaux a été en 2018 repensé et développé avec la mise en place de 9 pontons pour accueillir plus de 300 bateaux, voiliers et yacht,,.

## Origine du mot Bacalan
Le mot Bacalan vient du nom de la famille « de Bacalan », originaire de Sauveterre-de-Guyenne qui au XVIIe siècle était une famille protestante ayant compté parmi ses membres un nombre important de parlementaires bordelais, dont Arnaud de Bacalan, avocat général, qui avait fait construire au bord de la Garonne une maison d’agrément avec un beau jardin.
Cette maison de plaisance deviendra un lieu privilégié de promenades pour les Bordelais, et donnera son nom au quartier.
André-Timothée-Isaac de Bacalan (1736-1769) est connu pour ses Paradoxes philosophiques sur la liberté du commerce entre les nations publiés en 1764.
En 1559, les jurats bordelais confient à un Hollandais, Conrad Gaussen, le soin d'assécher les palus par des systèmes de dérivation et d'endiguement des eaux. L'un de ces jurats se nommait Arnaud de Bacalan. Il donna son nom au quartier.
La version qui attribue l’origine du mot Bacalan à l’adaptation du portugais bacalhau, par référence à l’exploitation de la morue est erronée : il n’y eut jamais de sécheries dans ce quartier et les Portugais n’ont jamais été engagés dans les campagnes bordelaises sur les bancs de Terre-Neuve.

## Lieux importants

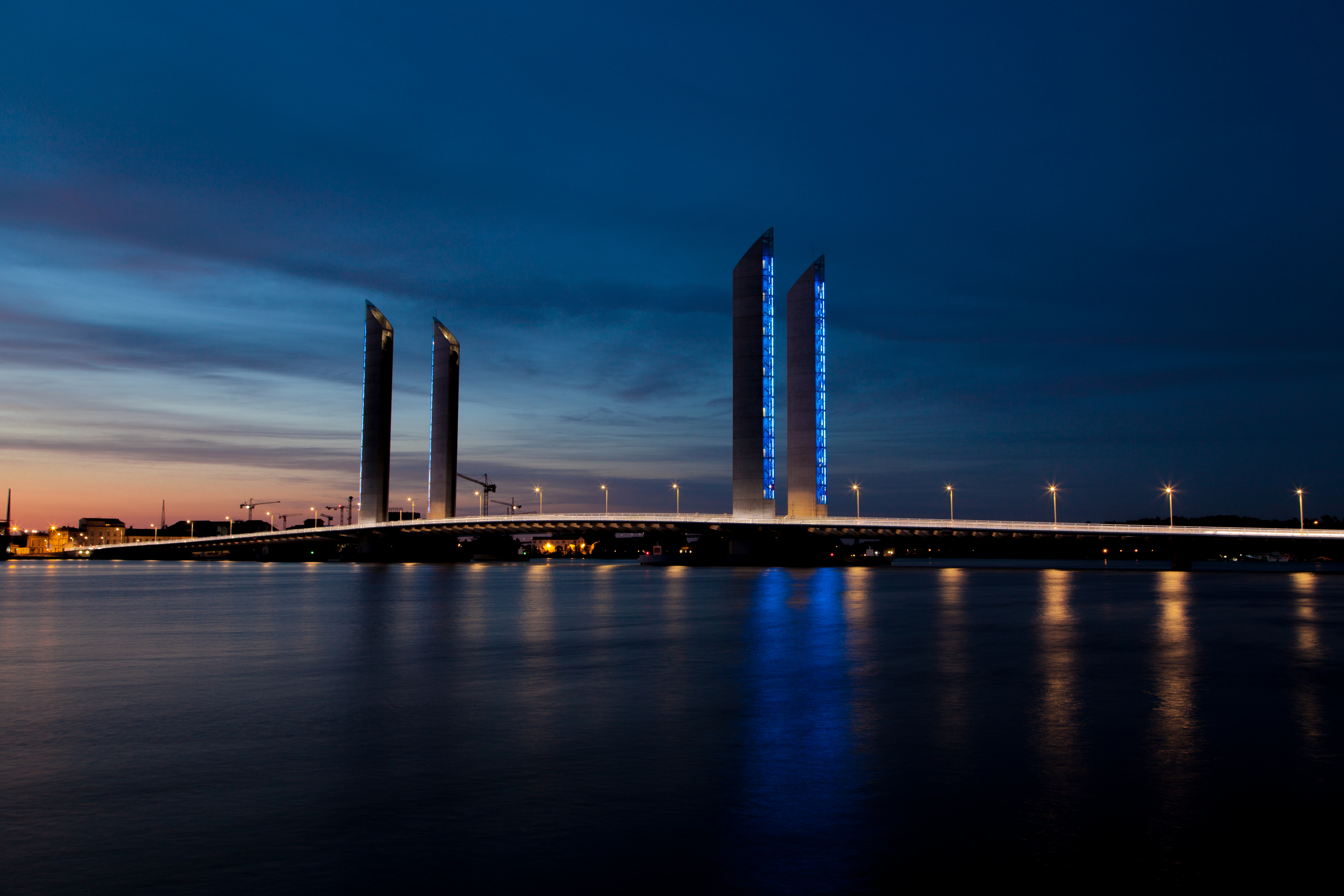
Pont Jacques-Chaban-Delmas

- Le Port de plaisance des Bassins à flot de la métropole bordelaise avec ses activités de refit pour Yacht
- La Cité Bleue, ancienne zone Achard devenue zone d'utilité en 2022 sur l'ancien site des usines Beghin-Say. Artisanat, événements culturels, associatifs et festifs, insertion professionnelle constituent l'activité de cette zone en transition qui s'engage en faveur d'une transition frugale et coopérative.
- La base sous-marine, lieu d'expositions
- Les Bassins de Lumières qui constitue le plus grand centre d'art numérique au monde[10]
- Le Musée Mer Marine
- L'École du cirque[11]
- L'iBoat : salle de concerts (Ferry)
- Le Garage moderne[12] : garage associatif, lieu d'art et de cultures
- Les Vivres de l'Art[13] : pôle culturel
- La Cité du Vin, pôle économique, touristique (développement de l'œnotourisme) et culturel consacré au vignoble bordelais.
- La piscine Georges Tissot
- la Bibliothèque Bacalan
- Les Berges de la Garonne[14] : ce sont huit hectares qui descendent en peigne vers la Garonne et créent une percée visuelle vers le fleuve jusqu’au pied du pont d’Aquitaine. Le parc est entretenu de façon écologique. À proximité, un milieu naturel de grande valeur écologique : la forêt riveraine des berges de Garonne ; elle est constituée essentiellement d’aulnes et de saules, sous lesquels se développe l’angélique des estuaires, une plante protégée au niveau européen. Entrée : avenue du docteur Schinazi.
- La grue Wellman
- Le Parc de Bacalan[15] : vaste de plusieurs hectares et de style contemporain, ce parc qui offre une belle vue sur le fleuve et les coteaux de la rive droite, a été inauguré en 2001 et agrandi dès 2003. Sa palette végétale riche s’harmonise parfaitement avec son environnement. De plus, des aires de jeux sont réservées aux enfants. Entrée : rue Achard.
- Le pavillon Richelieu
- Multiplexe UGC Ciné Cité Bassins à Flot (ouvert en 2021)
- Sculpture Le vaisseau spatial de Suzanne Treister aux bassins à flots.

Port de Plaisance des Bassins à flot
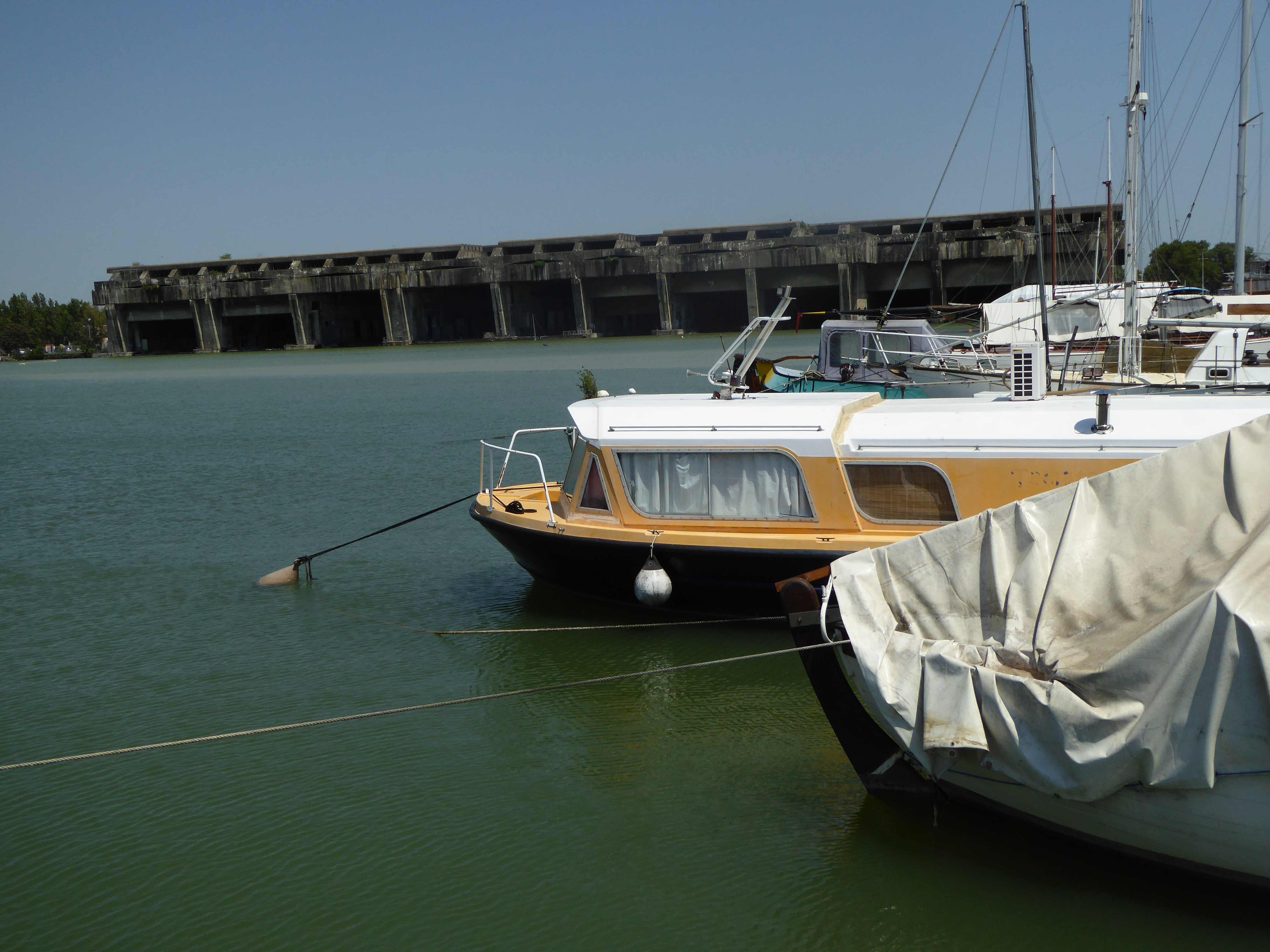
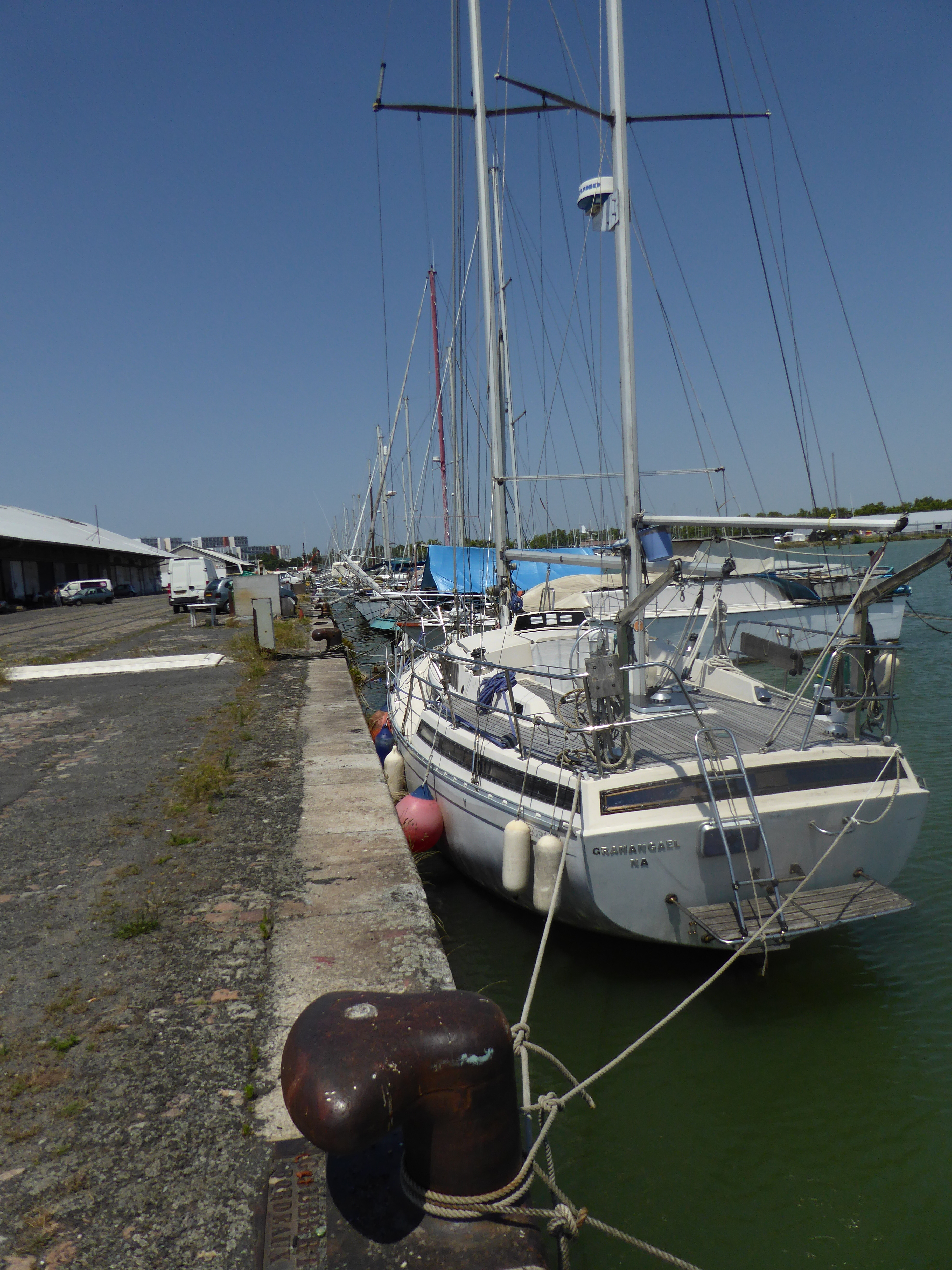
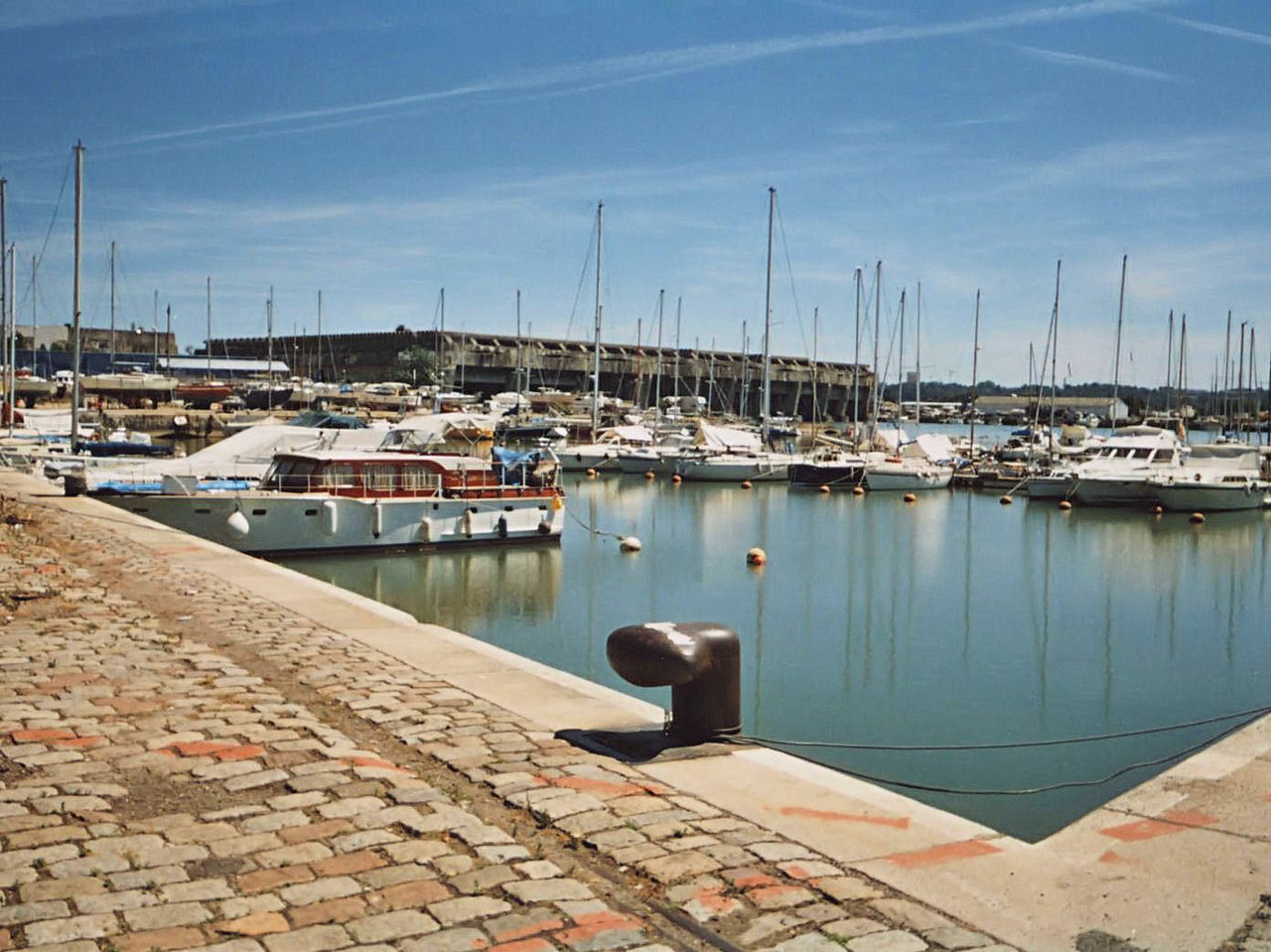
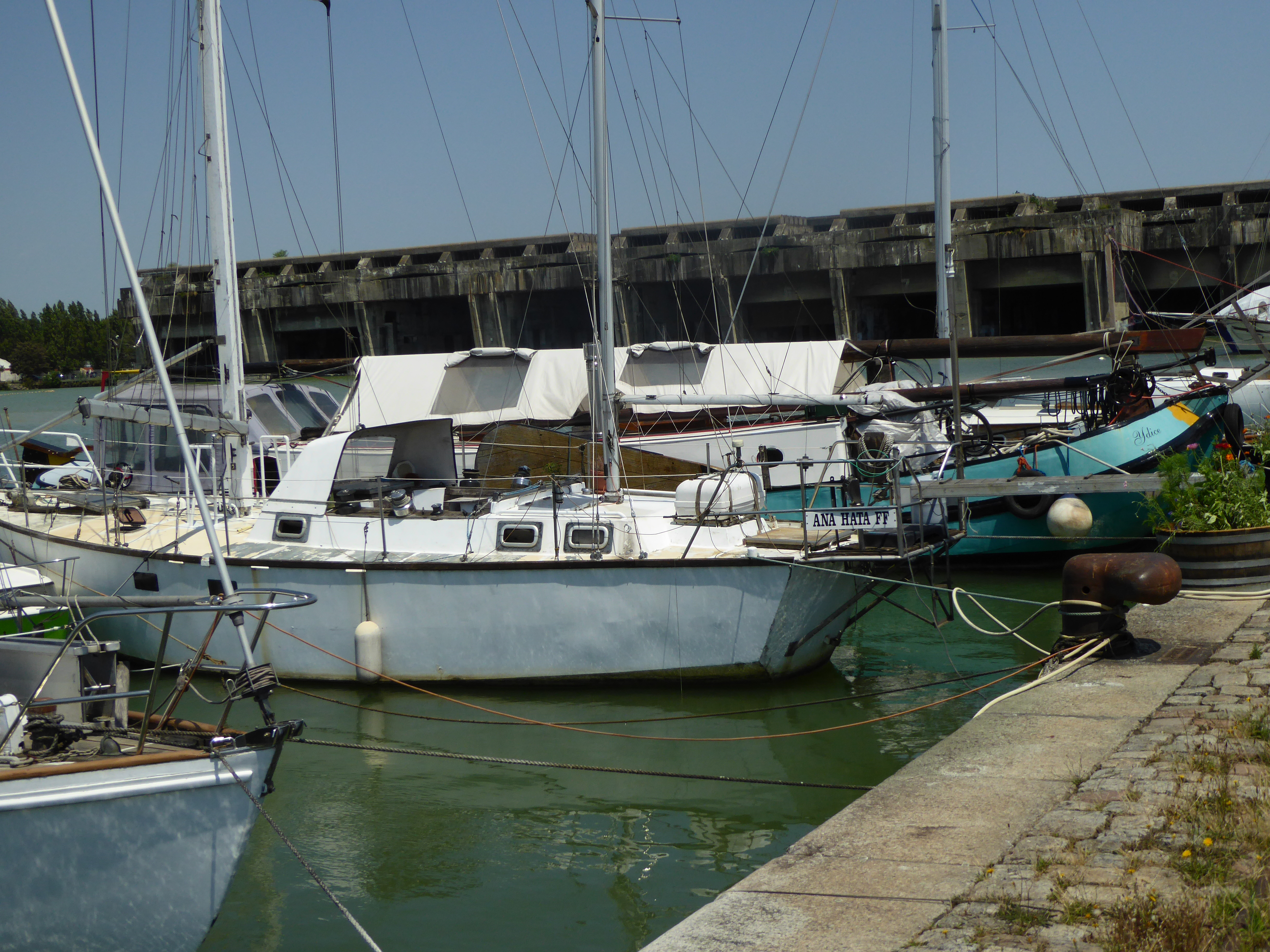
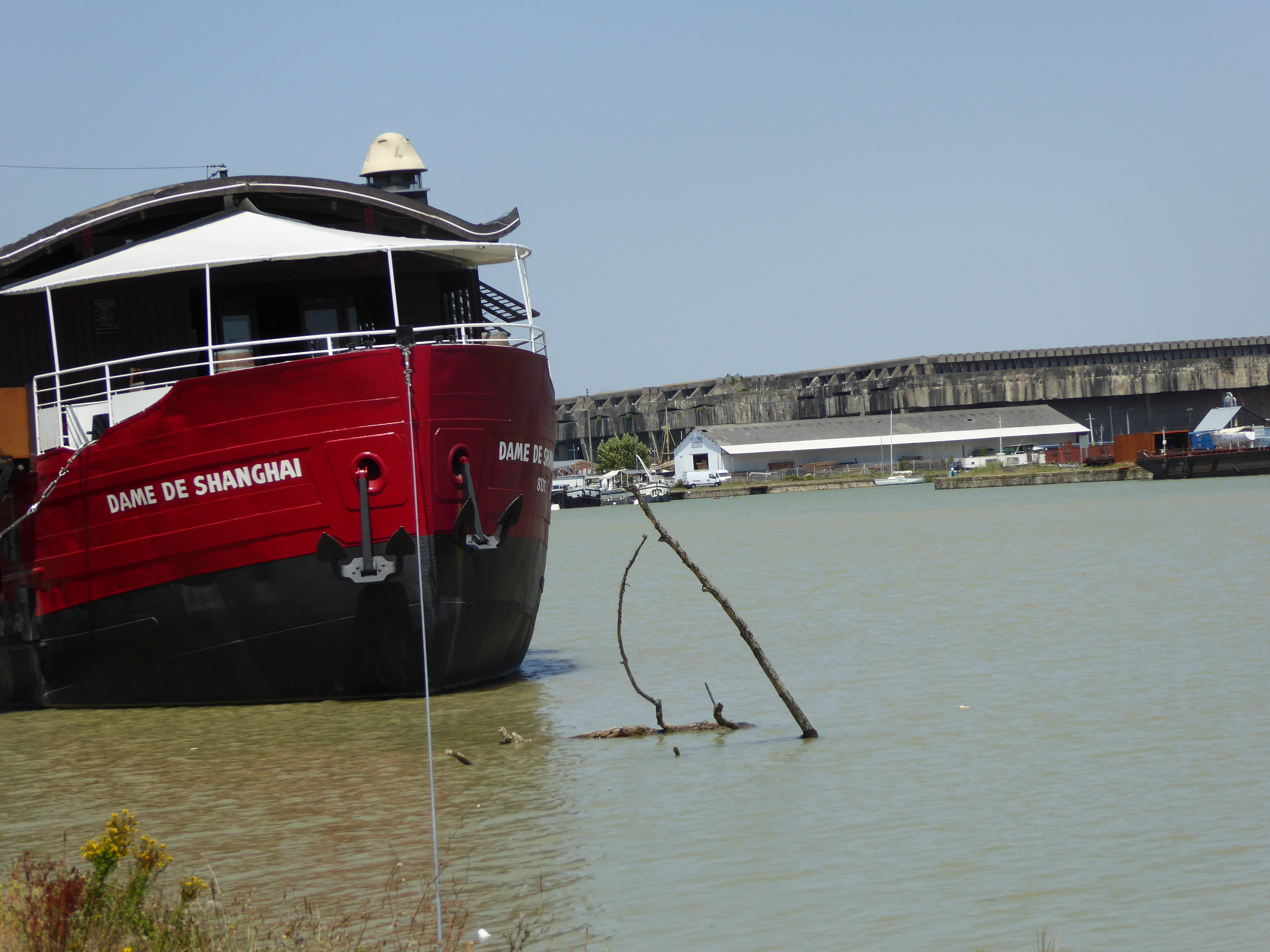
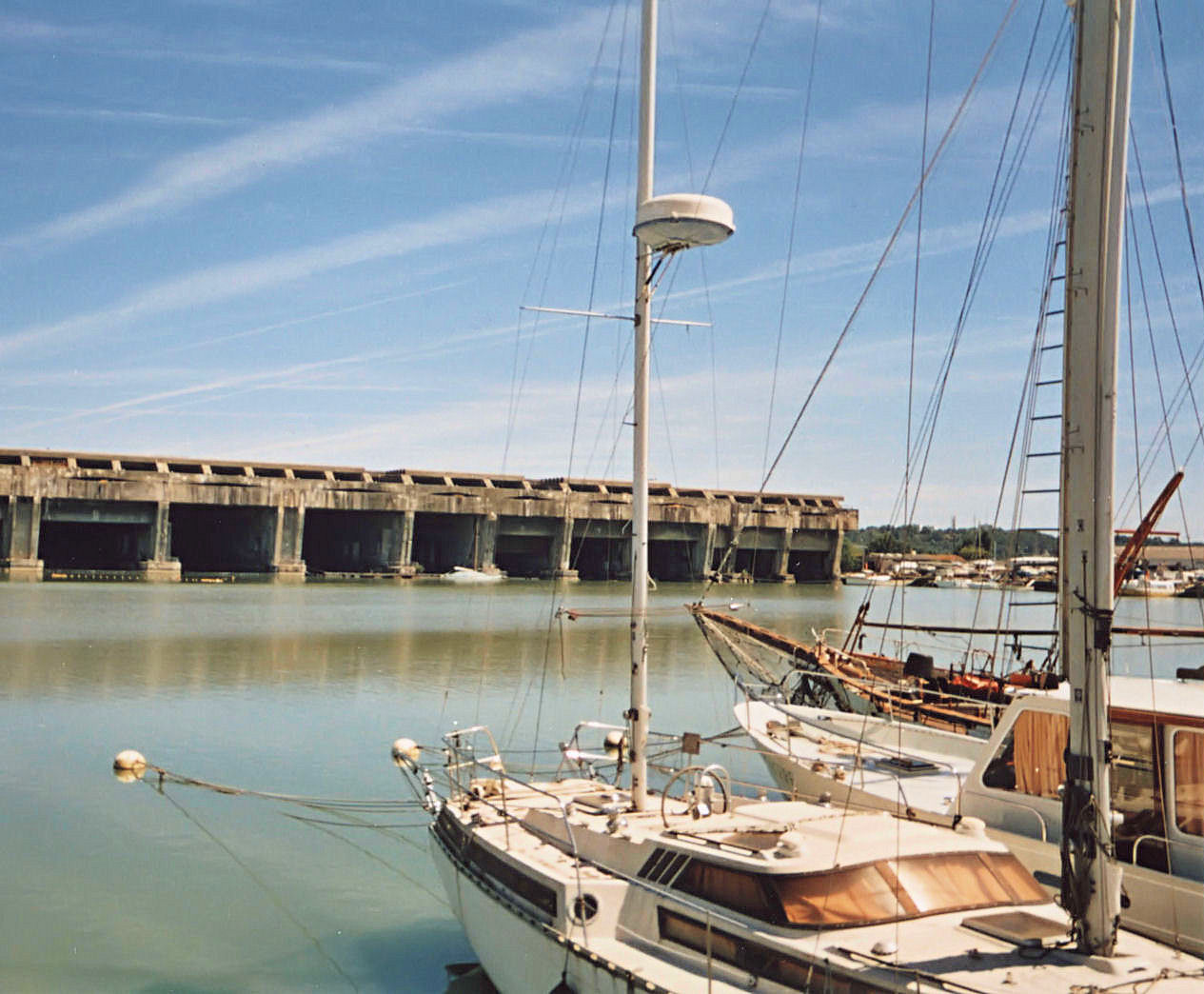
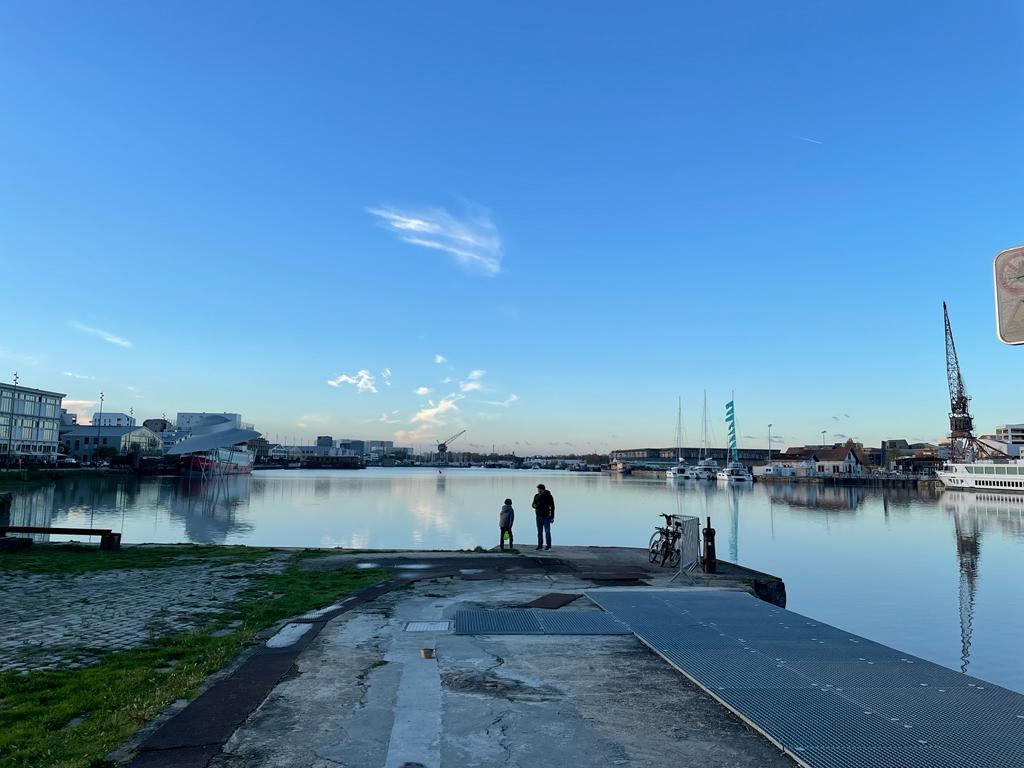

## Repères chronologiques
Repères chronologiques :
- 1599 : Les jurats bordelais confient au Hollandais Conrad Gaussen le soin d'assécher les marais par des procédés de dérivation et d'endiguement des eaux.
- 1650 : Le nom « Bacalan » apparaît pour la première fois.
- XVIIe siècle : Bacalan est le centre maritime de Bordeaux et accueille ainsi des Finlandais et Irlandais qui sont défavorisés. Il y a des activités diverses, telles que la pêche, la batellerie, la tonnellerie... Quelques maisons de plaisance longent le fleuve.
- 1780 : Date supposée de la construction du Pavillon dit « de Richelieu » ou « de Louis XVI » sur le domaine de La Croix-Maron.
- 1786-1789 : Construction du Magasin aux Vivres de la Marine par l'architecte bordelais Joseph Teulère.
- 1788 : Construction des Moulins économiques des frères Teynac (mus par les flux et les reflux de la Garonne).
- XIXe siècle : On creuse un fossé au niveau des bassins à flots pour rejoindre le quartier des Chartrons et on peut constater que la ville augmente sa population d'environ 5 000 habitants. De nouvelles rues, de nouvelles usines importantes apparaissent.
- 1817 : L'ingénieur Courau établit un chantier naval sur le domaine de la Croix-Maron.
- 1822 : Ouverture du pont de Pierre.
- 1832 : Les moulins de Teynac sont remplacés par la porcelainerie David Johnston.
- 1843 : Entrepôts des Tabacs sur le site de la Croix-Maron.
- 1845 : La faïencerie Vieillard succède à David Johnston.
- 1854 : Ateliers de Bacalan qui deviendront Dyle et Bacalan.
- 1857 : Ouverture de l'huilerie Maurel et H. Prom, alimentée en arachides du Sénégal.
- 1866 : Première école de garçons, rue des Étrangers.
- 1868 : Suppression du service des bacs entre Lormont et Bacalan.
- 1870 : Ateliers Généraux pour le Service Maritime à côté de la place Victor-Raulin.
- 1876 : Naissance du club de football Bordeaux Athlétic Club (BAC)[17]
- 1878 : La Société métallurgique du Périgord installe son usine à l'emplacement racheté à M. Barthe (qui y avait une activité de forge depuis les années 1850), au 176 de la rue de Lormont.
- 1879 : Société Anonyme de Travaux Dyle et Bacalan.
- 1881 : Naissance du Patronage laïque, ancêtre de l'Amicale laïque de Bacalan.
- 1882 : Achèvement du bassin à flot numéro 1[18].
- 1883 : L'école des garçons de la rue des Étrangers est transférée rue Blanqui.
- 1885 : Les forges du Périgord sont remplacées par les Magasins généraux (distillerie).
- 1889 : École des filles rue Achard.
- 1891 : Adrien Baysselance, maire de Bordeaux, lance le projet de pont transbordeur.
- 1895 : La faïencerie Vieillard ferme ses portes.
- 1896 : Commissariat de police rue Pourmann.
- Fin XIXe : Naissance de la raffinerie Abribat, d'une fabrique d'éther et d'une fabrique de tartre.
- Début du XXe siècle : Les chais Mestrezat sont implantés à Bacalan à l’emplacement de l’ancien entrepôt de tabacs, fondé en 1843 et reconverti en écuries impériales sous Napoléon III.
- 1900 : Naissance de Georges Guichemerre, futur « Padenaz », docker et comique-troupier.
- 1900 : Éclairage électrique du port et du bassin avec une « dynamo spéciale ».
- 1902 : Premier bureau de poste rue Achard.
- 1902 : Constitution du syndicat de défense de Bacalan.
- 1903 : Usine d'incinération des ordures le long du chemin de la palu (arrêtée après la Seconde Guerre mondiale).
- 14 juillet 1903 : inauguration de la place Victor-Raulin (jusque-là nommée place aux Vivres).
- 1904 : Usine à gaz.
- 1904 : Le tramway parcourt toute la rue Achard jusqu'au chemin de la Palu.
- 1905 : Le patronage laïque devient une association loi de 1901 sous le nom de Société de Patronage des Écoles Communales de Bacalan.
- 1906 : Construction de la forme de radoub numéro 2.
- 1907 : L'usine à gaz de Bacalan remplace la petite station gazométrique du chemin de Labarde.
- 1906-1911 : Construction du bassin à flot numéro 2 sur la partie sud du bassin d'alimentation.
- 1908 : Mise en service de la centrale électrique.
- 1910 : Construction de la Maison du Peuple.
- 1911-1912 : Mise en service du pont roulant du Pertuis : créé lors de la réalisation du second bassin à flot, ce pont pivotant sur rail permettait le passage de tout type de véhicules, y compris les trains.
- 1912 : Création de la section natation du BAC, « La Bacalanaise ».
- 1916 : Naissance des Ateliers et Chantiers Maritimes du Sud-Ouest et Bacalan Réunis (ACMSOBR) par l'acquisition des chantiers Desbats.
- 1917 : La société de Marcay construit des avions à l'emplacement de l'ancienne distillerie, au 176 rue de Lormont (jusqu'en 1919).
- 1917 : Les deux pylônes (hauts de 95 m) du futur pont transbordeur sont achevés.
- 1919 : statut de Régie municipale du gaz.
- 1920 : Grande grève des gaziers.
- 1920 : Jean Rebeyrol enlève, à 17 ans, le titre de champion de France de Grand fond avec « La Bacalanaise ».
- 1920 : La fabrique d'éther sulfurique existant depuis 1886 devient un dépôt d'essence pour les armées de la 4e Région militaire (désaffection en 1995).
- 1922 : La fusion de la raffinerie Abribat et de Say entraîne la création de la raffinerie Saint-Remi.
- 1925 : Adrien Marquet maire de Bordeaux.
- 1925 : Port autonome de Bordeaux.
- 1926 : Premier avion DB10 sorti des usines Dyle et Bacalan.
- 1928 : Les ACMSOBR acquièrent les chantiers navals et les ateliers de mécanique et de chaudronnerie de Dyle et Bacalan.
- 1929 : Le département Aviation de Dyle et Bacalan est repris par la Société aérienne bordelaise (SAB).
- 1930 : Ouverture du cinéma Le Familia, rue Charlevoix-de-Villers.
- 1933 : Adrien Marquet crée le parti néosocialiste.
- 1933 : Mise en route de l'usine d'incinération des ordures ménagères.
- 1935 : La SAB ferme et devient la Société nationale des constructions aéronautiques du sud-ouest (SNCASO).
- 1937 : Inauguration des deux bâtiments place Buscaillet (dispensaire et bains-douches).
- 1938 : Grève générale à Bacalan contre les décrets Daladier-Raynaud (à l'exception de la Régie).
- 1938 : Les Ateliers & Chantiers Maritimes du Sud-Ouest & Bacalan Réunis sont rachetés par les Aciéries de Longwy.
- 23 août 1939 : Signature du pacte germano-soviétique; les communistes sont chassés de la direction du syndicat du gaz.
- 1941-43 : Les Allemands construisent la base sous-marine, la piscine, la salle des fêtes Claveau, etc.
- 1942 : L'équipe première de football du BAC est championne du Sud-Ouest division honneur, et perd la finale de la coupe du Sud-Ouest contre les Girondins de Bordeaux.
- 1942 : Les Allemands détruisent les pylônes du pont transbordeur jamais achevé 17 mai.
- 1943 : Bombardement américain visant la base sous-marine et destruction du pont principal des écluses.
- 1943 : Construction de l'écluse couverte.
- 1944 : Destruction du château Blondeau datant de la première moitié du XIXe siècle.
- 18 août 1944 : Bombardement anglais sur Bacalan, destruction de l'école Blanqui.
- 1944-45 : L'usine d'incinération des ordures ménagères est arrêtée. Le traitement des déchets urbains est confié à la société Bacterreau pour leur transformation par fermentation en engrais agricoles sur un vaste périmètre le long du chemin de la palu sur les berges de la Garonne (la « merdasserie »).
- 1947 : Destruction de l'écluse couverte construite par les Allemands.
- 1948 : Remise en service du pont principal des écluses.
- 1948 : le gaz naturel est amené à Bordeaux entraînant une perte d'activité pour l'usine de gaz de Bacalan.
- 1949 : Construction de la « chapelle du gaz » par les prêtres de la paroisse et ceux de la Mission ouvrière de Bordeaux parmi lesquels Michel Favreau.
- 1951 : Michel Favreau, prêtre-docker, décède à la suite d'un accident de travail dans le bassin à flot numéro 2.
- 1951-1959 : Construction de la cité Claveau.
- 1952 : Première rentrée scolaire à l'école Charles-Martin.
- 1953 : Pierre Brana, Jean Retuerto, Jean-Claude Moreau fondent le foyer des jeunes. Il vivra jusqu'en 1957.
- 1954 : Naissance du journal du Foyer des jeunes, Le Moustic.
- 1956 : Arrivée du gaz de Lacq.
- 1957 : Dynamitage des fours à distillation et des cheminées de l'usine à gaz.
- 1957 : Le tram est remplacé par l'autobus.
- 1957 : Stade Charles-Martin.
- 1960 : Fin de la construction de la Cité lumineuse (détruite en 1997) : Grâce au financement Logeco (logements économiques et familiaux), le plan du ministre Pierre Courant insuffle un nouvel élan à la reconstruction. Dès 1953 on envisage, à Bacalan, la création d’une nouvelle cité. Jusqu’en 1956, cinq projets au moins sont étudiés.
- 20 mai 1960 : première pierre du pont d'Aquitaine.
- 19 octobre 1961 : Inauguration de la chapelle Sainte Thérèse, chemin de Labarde.
- 1962 : Démolition des gazomètres.
- 1963 : Arrêt de la « merdasserie ».
- 6 mai 1967 : Inauguration du pont d'Aquitaine.
- 1972 : Fermeture définitive de la FASO.
- 1972 : La Marine nationale quitte les Vivres de la Marine. Un incendie détruit l'ensemble des bâtiments situés derrière le bâtiment central.
- 1981 : Rénovation de la cité Claveau par Pierre Ferret dans le cadre d'un atelier d'habitants.
- 1982 : Déclassement des bassins à flot : l’ensemble des installations est transféré à Bassens.
- 1983 : L'avenue de la Palu (ancien chemin de la Palu) est rebaptisée avenue du Docteur-Schinazi[19],[20].
- 1984 : La raffinerie de sucre Saint-Rémi, dernière grande usine du quartier (500 à 600 ouvriers), ferme ses portes.
- 30 septembre 1988 : Fermeture du Parapluie, dernière guinguette historique des bassins à flot.
- 1990 : Inauguration du nouveau collège Blanqui.
- 1990 : Trente-sept familles gitanes installées au village Andalou.
- 1991 : Les Vivres de la marine sont classés Monument historique[21].
- 1991 : Grève des gaziers contre le passage de la Régie en Société d'économie mixte.
- mars 1993 : Naissance du journal Bacalan (1re série) édité et animé par Didier Periz (24 numéros jusqu'en septembre 1995).
- 1995 : Désaffection du dépôt des essences des armées.
- 1997 : Destruction de la cité Lumineuse.
- 1997 : Pont du pertuis interdit à la circulation.
- 2001 : Fermeture du village Andalou.
- 2003 : Premier numéro du journal Bacalan (2e série).
- 2003 : Première étude de réaménagement du site par l’architecte Antoine Grumbach.
- 2004 : Les écluses menacées sont sauvées.
- 2004 : Début des travaux du tramway.
- 2007 : Mise en service de la station de tramway « Bassins à flot ».
- décembre 2008 : Définition des fondamentaux du projet d’aménagement des « nouveaux » Bassins à flot et démarrage des ateliers de concertation.
- 2008 : Salle polyvalente du Point-du-Jour-Pierre-Tachou.
- juin 2009 : Choix de l’équipe de maîtrise d’œuvre chargée d’élaborer le plan guide du projet d’aménagement des « nouveaux » Bassins à flot : l’agence ANMA (Agence Nicolas Michelin & Associés).
- septembre 2009 : Sortie de Bacalan Story par Didier Periz, aux éditions Pleine Page.
- 2009 : Le tram circule jusqu'à Claveau quand le pont-aval le permet.
- 2009 : L'artiste-sculpteur Jean-François Buisson crée Les Vivres de l'Art dans les anciens abattoirs des vivres de la marine place Raulin.
- 2009 : Début de la construction du pont levant Bacalan-Bastide.
- 2009-2010 : La mairie de Bordeaux lance une concertation sur l'aménagement des bassins à flot pour illustrer la « démocratie participative ».
- 2011 : Treize employés de Kéolis se relaient jour et nuit pour permettre la circulation du tram sur le pont-aval.
- septembre 2011 : Re-naissance du bar de la Marine, rue Achard.
- 2012 : L'entreprise d'arasement de Bacalan-Bassins-à-flot a commencé. Les vieux bâtiments de Dyle-et-Bacalan tombent les uns après les autres, laissant nu celui du garage Moderne préservé sur décision municipale. Projet : construction de 5 500 logements pour 10 000 habitants.
- 2015 : Le Journal Bacalan lance son site Internet[22]
- 2017 : Ouverture des Halles de Bacalan le 9 novembre 2017
- Inauguration de la sculpture Le vaisseau spatial de Suzanne Treister aux bassins à flots.